# Миронов, Николай Фёдорович (Герой Социалистического Труда)
Миронов Николай Фёдорович (10 декабря 1924 года, д. Александровка, Батырьевский уезд, Чувашская автономная область, РСФСР — 7 октября 2014 года, д. Александровка, Комсомольский район, Чувашская Республика, РФ) — бригадир колхоза «Россия» Чувашской АССР. Герой Социалистического Труда. Почетный гражданин Комсомольского района Чувашской Республики.

## Биография
Родился 10 декабря 1924 года в крестьянской семье деревни Александровка Чувашской автономной области. Окончил местную семилетнюю сельскую школу. В 1938 году начал работать в колхозе им. Калинина, продолжая обучение в средней школе Комсомольского района. Во время Великой Отечественной войны был призван в ряды Красной Армии и отправлен на фронт. Будучи рядовым 561-го стрелкового полка 91-й стрелковой дивизии получил тяжелое ранение в голову. После лечения в госпитале, в 1943 году, был комиссован. Вернувшись в д. Александровка работал бригадиром колхозной полеводческой бригады, затем — кладовщиком. Спустя некоторое время стал заместителем председателя колхоза «Россия». После чего возглавил комплексную полеводческую бригаду. Под его руководством она вышла в передовые.
В апреле 1971 года за выдающиеся результаты работы по итогам 8-й пятилетки был награждён орденом Трудового Красного Знамени. Коллектив бригады под руководством Николая Миронова продолжал демонстрировать передовые производственные показатели в районе.
11 декабря 1973 года Указом Президиума Верховного Совета СССР за большие успехи, достигнутые во Всесоюзном социалистическом соревновании, и проявленную трудовую доблесть в выполнении принятых обязательств по увеличению производства и продажи государству зерна и других продуктов земледелия ему было присвоено звание Героя Социалистического Труда с вручением ордена Ленина и золотой медали «Серп и Молот».
В 2012 году стал первым Почетным гражданином Комсомольского района Чувашской Республики.
Проживал в д. Александровка. Умер 7 октября 2014 года.

## Награды
- Орден Ленина (1973 год)
- Орден Отечественной войны I степени
- Орден Отечественной войны II степени
- Орден Трудового Красного Знамени (1971 год)